# Pimpinella serra
Pimpinella serra är en flockblommig växtart som beskrevs av Adrien René Franchet och Paul Amédée Ludovic Savatier. Pimpinella serra ingår i släktet bockrötter, och familjen flockblommiga växter. Inga underarter finns listade i Catalogue of Life.